# Verkhoiansk
Verkhoiansk (rus: Верхоя́нск) és una ciutat russa de la República de Sakhà situada al riu Iana, a prop del Cercle polar àrtic, a 675 quilòmetres de Iakutsk, la capital. La seva població l'any 2002 era de 1.434 habitants. És una de les ciutats més petites de Rússia.
Hi ha un port fluvial, un aeroport, un magatzem de pells, i és el centre d'una zona de rens.
L'any 1638 els cosacs van fundar un assentament a 90 quilòmetres al sud-oest de l'actual ciutat. L'any 1775 es va moure a la riba esquerra del riu Yana per a fer més fàcil la recollida d'impostos. Va rebre el reconeixement de poble l'any 1817.
Entre els anys 1860 i 1917 la ciutat va ser lloc d'exili polític. Inicialment hi van enviar el participant de la insurrecció polonesa de 1863-1864, el poeta el Vikenty Puzhitsky. I més tard gent com el social-demòcrata Ivan Babushkin, Nogin, Hudjakov, el revolucionari polonès Sieroszewski, i Stopani.
El clima de Verkhoyansk és extremadament continental i amb tendència subàrtica a causa de la seva alta latitud. Es caracteritza per una gran amplitud tèrmica, cosa que fa que malgrat que a l'estiu les temperatures siguin temperades (mitjana de juliol de 15 °C) a l'hivern aquestes siguin molt baixes (mitjana al gener de -50 °C). La temperatura més baixa que mai s'hi registrà fou de −69.8 ℃ el 1892.
En aquesta àrea es produeixen sovint inversions tèrmiques a l'hivern, amb temperatures més calentes a més altitud, al revés del que és usual.

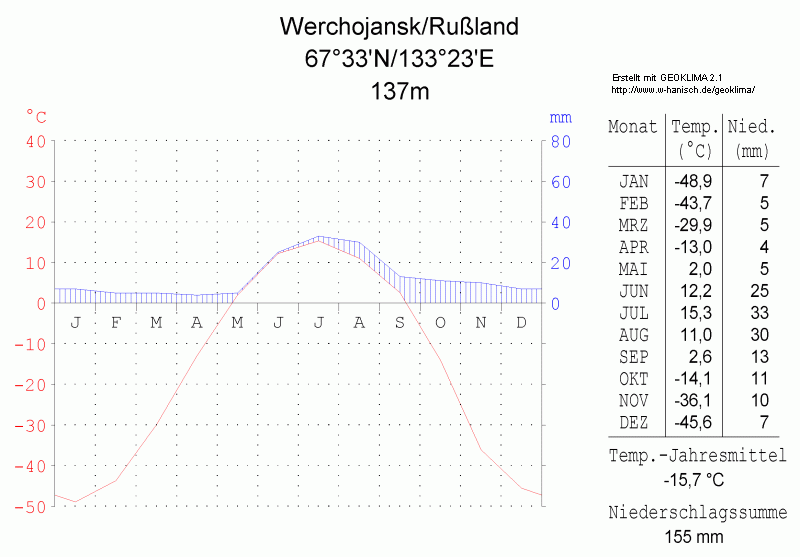
Diagrama de temperatures mitjanes a Verkhoyansk